# Javi Guerra
Javier „Javi“ Guerra Rodríguez (* 15. März 1982 in Málaga) ist ein ehemaliger spanischer Fußballspieler in der Position des Mittelstürmers.

## Karriere
Guerra begann seine Karriere beim spanischen Klub FC Motril, von wo er im Jahr 2003 zum FC Cádiz wechselte. Seine ersten Schritte im Profifußball machte Guerra, als er 2004 zur zweiten Mannschaft des FC Valencia wechselte. In dieser Zeit lief er auch für die erste Mannschaft in der Primera División auf, wo er zwei Einsätze bekam. 2007 wechselte Guerra zum spanischen Zweitligisten FC Granada, wo er in 39 Einsätzen acht Tore erzielte, das erste am 7. Spieltag der Saison 2007/08 beim Unentschieden gegen CD Castellón. Nach nur einer Saison beim FC Granada wechselte Guerra im Sommer 2008 zum Ligakonkurrenten Deportivo Alavés, wo er in 40 Spielen neun Tore erzielte. Auch Alavés verließ Guerra nach nur einem Jahr und wechselte wieder innerhalb der Liga zu Levante UD. Dort bestritt er 37 Spiele und erzielte zwölf Tore. Seid Sommer 2010 steht Guerra bei Real Valladolid unter Vertrag. Mit Valladolid schaffte Guerra den Aufstieg von der Segunda División in die Primera División, sein erstes Erstligator erzielte Guerra am 17. Spieltag bei der 1:3-Niederlage gegen den FC Barcelona. Bei Real Valladolid unterschrieb Guerra einen Vertrag bis 2014.
Zur Saison 2014/15 wechselte Guerra in die Football League Championship zu Cardiff City. Nach drei Liga- und zwei League-Cup-Einsätzen wechselte er im Januar 2015 auf Leihbasis bis zum Saisonende zurück in die Primera División zum FC Málaga. Nach Ablauf der Leihe kehrte er nach der Saison zu Cardiff City zurück, um anschließend wieder nach Spanien zu Rayo Vallecano zu wechseln. Dort war er in den folgenden vier Jahren Stammspieler. Mit Vertragsende 2019 wurde Guerra vereinslos und fand danach auch keinen Verein mehr.